# Diogo Abreu
Diogo Ferreira Tribolet de Abreu (nascido em 5 de setembro de 1993) é um atleta português da ginástica de trampolim. Participou dos Jogos Olímpicos de 2016 no Rio de Janeiro, onde foi eliminado na fase de qualificação, e dos Jogos Olímpicos de 2020 em Tóquio, onde ficou em 11º lugar no trampolim individual. Conquistou várias medalhas em campeonatos mundiais e europeus, sendo a mais recente o ouro por equipes no Mundial de 2022 em Sofia, Bulgária.